# Steinbach am Wald
Steinbach am Wald (ufficialmente Steinbach a.Wald) è un comune tedesco di 3 538 abitanti, situato nel land della Baviera.